# 季瓦里

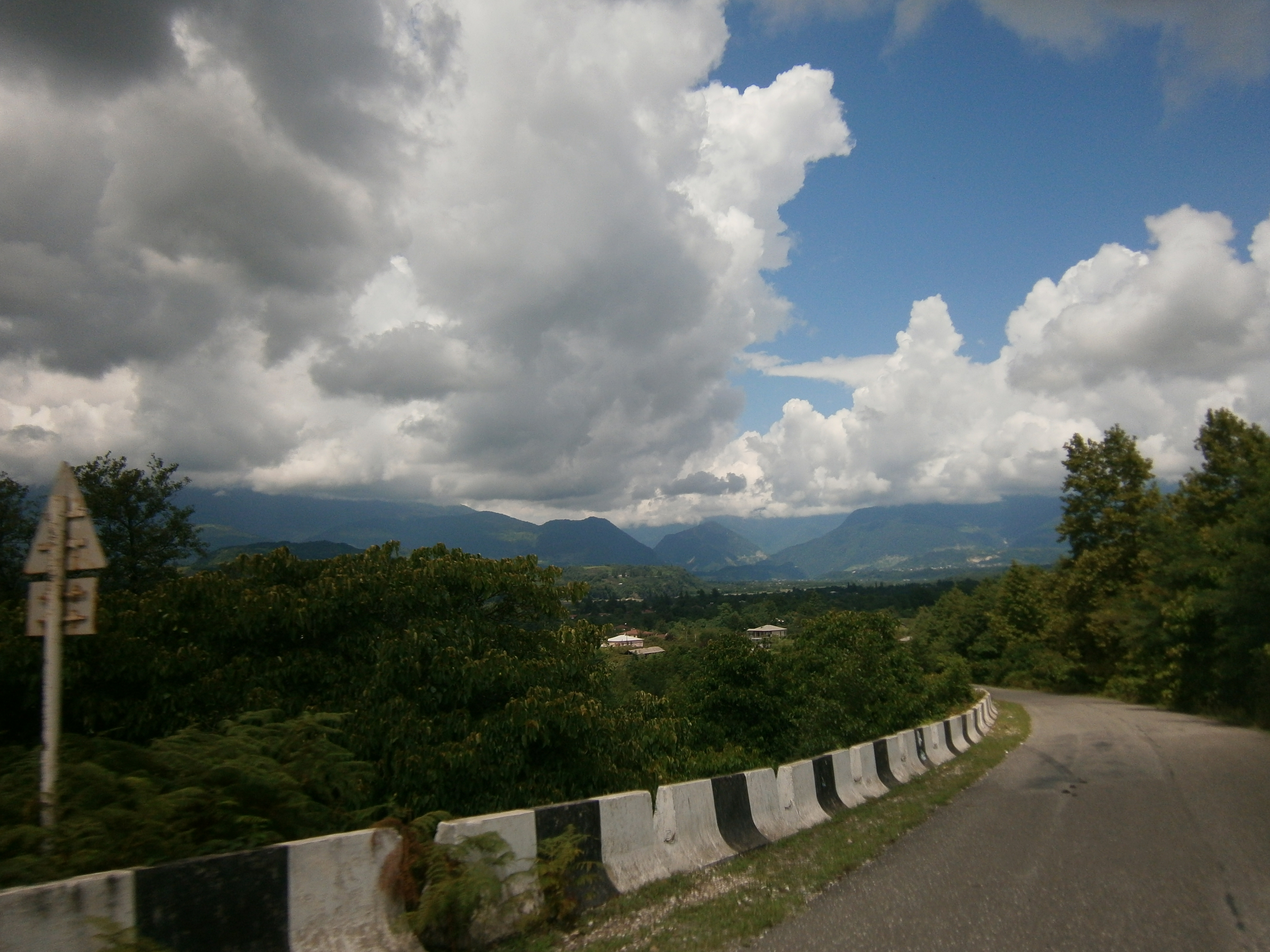
季瓦里

季瓦里是格魯吉亞西部薩梅格雷洛-上斯瓦內蒂大区察倫吉哈市鎮的城鎮，位於因古里河東岸，距離首都第比利斯250公里，面積10平方公里，海拔高度280米，2014年人口763。英古里壩位於此地。